# 顺德港站
顺德港站是佛山地铁3号线的一个待开建车站，位于中国广东省佛山市顺德区南国东路与港口北路交叉口西北侧地块内，靠近顺德港。本站为3号线未来的南端终点站。

## 车站结构

### 站台
本站站台预计将位于南国东路的地底。

### 出入口
本站初期设有A、B两个出入口供乘客进出，分布于南国东路东西两侧。

## 历史
3号线于2012年获批时并未设置本站。2019年，3号线由顺德学院站延长至顺德港，并设顺德客运港站。相关调整方案于2019年3月28日获广东省发改委批复同意。2022年，本站定名为顺德港站。
因本站的一部分位于河堤外侧，根据水利相关规定要求，车站须待河堤完成调整后方能开工。截至2025年，本站仍处于前期方案论证阶段，具体动工时间尚未确定。